# Липницька Галина Петрівна
Галина Петрівна Липницька (2 лютого 1936, Ворошиловград — 19 березня 2018) — український біолог, кандидат наук, доцент, протягом 20 років (1980—2000) очолювала біологічний факультет Донецького національного університету.
Сфера наукових інтересів Г. П. Липницької була присвячена дослідженню мікрофлори ґрунтів, екології Азовського моря.

## З біографії
У 1965 році закінчила Ростовський державний університет. З цього часу працювала у Донецькому державному (згодом — національному) університеті.
З 1988 року Г. П. Липницька — Голова Донецького обласного відділення Дитячого фонду.

## Творчий доробок
Г. П. Липницька — автор понад 100 наукових праць та патентів на винаходи, в тому числі патенту з розробки способів збору фітонейстону (рослинна частина нейстону).
Під її керівництвом захищено дві кандидатські дисертації з екології Азовського моря.
Входила до редакційної колегії Національної Книги пам′яті жертв Голодомору 1932—1933 pp. в Україні. Донецька область [Архівовано 20 жовтня 2018 у Wayback Machine.]

## Нагороди та відзнаки
Липницька Галина Петрівна відзначена державними нагородами, зокрема знаком «Відмінник освіти України».